# Orosz Fasiszta Párt
Az Orosz Fasiszta Párt (oroszul: Российская фашистская партия, néhol Össz-orosz Fasiszta Párt) egy kis párt volt 1930-40-es években az orosz polgárháború után alakított fehér emigránsszervezetek között. A párt bázisa az 1932-ben létrehozott japán bábállamban, Mandzsukuóban volt.

## Története

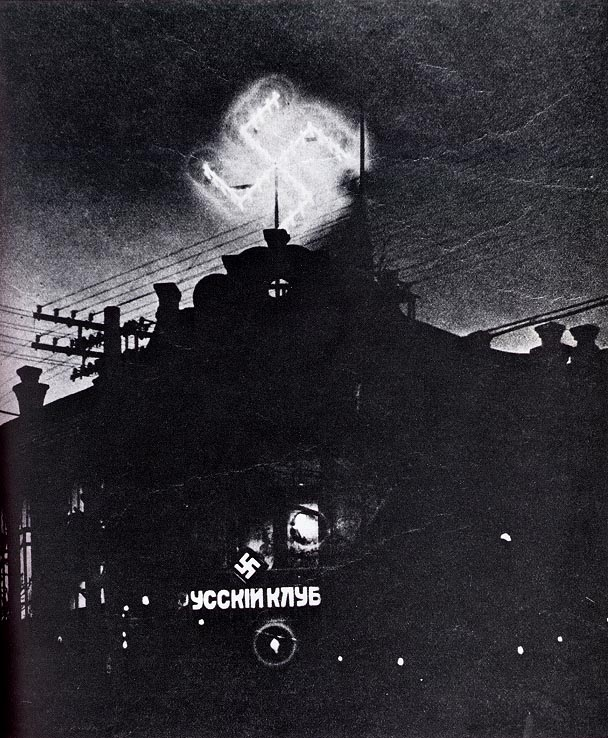
Az Orosz Fasiszta Párt székháza Mancsouliban.

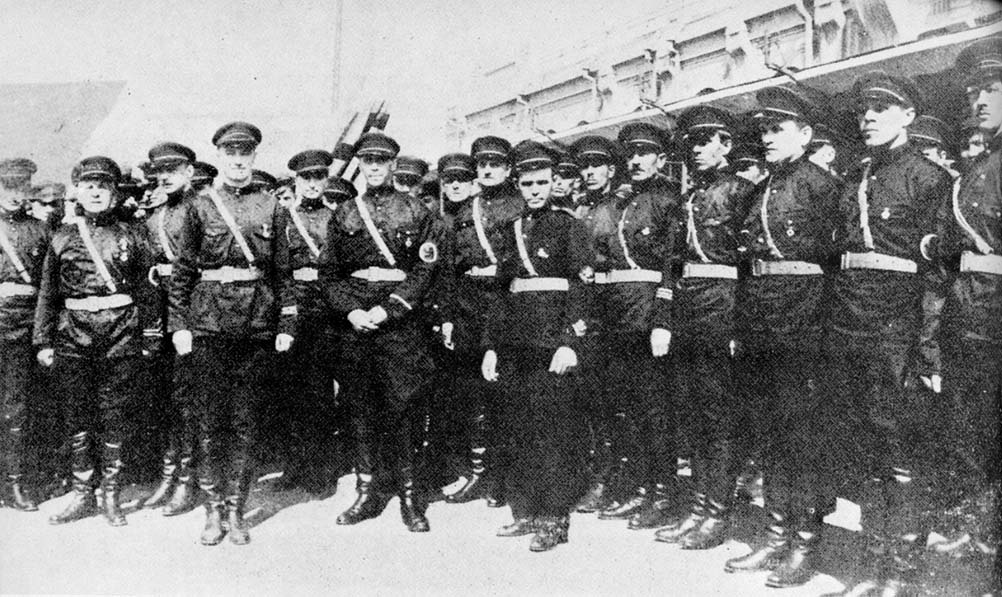
Az Orosz Fasiszta Párt feketeingesei a pártfőtitkár érkezésére várnak Harbinban.

A fasizmus eszméje az októberi forradalom után kezdett terjedni a mandzsúriai oroszok között, és olyan szervezetek segítették ezt elő, mint például az Orosz Fasiszta Szervezet. A különféle kisebb mandzsúriai fasiszta szervezetek titkos egyezményben állapodtak meg az Orosz Fasiszta Párt létrehozásában, amelyre 1931. május 26-án került sor. A párt elnökévé Vlagyimir Dmitrijevics Koszmint választották, míg a főtitkári pozíciót Konsztantyin Vlagymirovics Rodzajevszkij foglalhatta el, aki így a párt tényleges vezetőjévé vált. Az olasz-típusú fasiszta párt szlogenjévé az „Isten, Haza, Munka” hármast választották.
A Japánnal való kooperációnak köszönhetően a párt hamarosan a legbefolyásosabb orosz emigránsszervezetté vált Mandzsúriában, így 1932-ben saját pártiskolát nyithatott Harbinban. A párt segített a Kvantung-hadseregnek felállítani az Aszano Különítményt, amelyben kizárólag orosz nemzetiségű személyek szolgáltak, és amelynek feladata lett volna egy esetleg szovjet–japán háborúban az ellenséges vonalak mögé szivárogni, és ott szabotázsakciókat végrehajtani.
A pártnak ezen kívül szoros kapcsolata volt az Amerikai Egyesült Államokban működő, hasonló gondolkodású emigránsszervezetekkel is. 1934. április 3-án egyezményt kötöttek Anasztaszij Andrejevics Vonszjackij híveivel az egyesülésről Tokióban, azonban hamar nézeteltérésekre került sor a felső vezetésben, és Vonszjacskijt kizárták a pártból. Ő egy még kisebb szervezetet hozott létre válaszul, amely az Orosz Nemzeti Forradalmi Párt nevet viselte, és legfőbb célja a demokratikus Oroszország létrehozása volt.
Ennek ellenére a párt szépen gyarapodott, és 1935 májusára már 20 000 tagja volt. Rodzajevszkij könyve, Az orosz nemzetállam tekinthető a párt programjának. Ebben a szerző leírja Oroszország fasizálásának szükségességét, amelyet 1938. május 1-ig szeretett volna végrehajtani, valamint kifejeződik a könyvben az erős vágy a zsidóktól való megszabadulásra is. A pártnak ezen kívül erős kötődése volt az orosz ortodox egyházhoz is, amelynek erős kapcsolatot ígértek a leendő fasiszta kormányzattal. A párt emellett ígéretet tett Oroszország nemzetiségeinek a tiszteletben tartására, és a korporativizmus kiépítésére.
Az együttműködés 1940-ben újrakezdődött Vonszjacskijjal, azonban újra félbeszakadt, amikor a Pearl Harbor-i támadás után Japán és az Egyesült Államok hadba lépett egymás ellen. Ezután az Orosz Fasiszta Párt Mandzsúrián kívüli tevékenységei is lassan abbamaradtak, és az 1941-es szovjet–japán megnemtámadási szerződés után a párt jelentősége is folyamatosan csökkent. Az Orosz Fasiszta Párt 1945 augusztusában, Mandzsúria szovjet megszállása idején szűnt meg. Rodzajevszkij ekkorra azt hitte, Sztálin alatt a kommunizmus nacionalista formát öltött, így feladta magát a szovjeteknek, és felajánlotta szolgálatait nekik. Ők újságírói állást ajánlottak neki, ám a Szovjetunióba való visszatérése után börtönbe vetették, megkínozták, majd végül a párt több más vezetőjével együtt 1946. augusztus 26-án perbe fogták, halálra ítélték és augusztus 30-án agyonlövették.

### Fordítás
- Ez a szócikk részben vagy egészben  a   Russian Fascist Party című angol Wikipédia-szócikk ezen változatának fordításán alapul.  Az eredeti cikk szerkesztőit annak laptörténete sorolja fel. Ez a jelzés csupán a megfogalmazás eredetét és a szerzői jogokat jelzi, nem szolgál a cikkben szereplő információk forrásmegjelöléseként.